# آسپر-له-کر
آسپر-له-کر (به فرانسوی: Aspres-lès-Corps) یک کمون در فرانسه است که در اوت-آلپ واقع شده‌است. آسپر-له-کر ۱۶٫۷۳ کیلومتر مربع مساحت دارد ۹۰۰ متر بالاتر از سطح دریا واقع شده‌است.